# Irma (orkaan)
Orkaan Irma was de vierde tropische cycloon van het Atlantisch orkaanseizoen 2017. De orkaan was de krachtigste sinds Wilma uit 2005 en had de laagste luchtdruk sinds Dean uit 2007. Het was voor zover bekend de eerste keer dat een orkaan van categorie 5 de noordelijke Bovenwindse Eilanden trof. Het dodental veroorzaakt door de orkaan in het Caribisch gebied liep op tot 134, de schade alleen al in Florida bedroeg tussen de twintig en veertig miljard dollar.

## Beschrijving
De orkaan van het Kaapverdische type ontstond op 30 augustus uit een tropische golf bij de Kaapverdische Eilanden. Een snelle cyclogenese volgde en na 24 uur had Irma zich ontwikkeld tot categorie 2 en al snel daarna categorie 3. Daarna fluctueerde de orkaan in kracht door regelmatige vervangingen van de wand van het oog van de orkaan tot het op 5 september uitgroeide tot categorie 5. Alleen Allen uit 1980 was krachtiger in de Atlantische Oceaan.
Op het toppunt van haar kracht trok het oog van Irma over de eilanden Barbuda, Sint Maarten en Tortola (Britse Maagdeneilanden). Ook op de eilanden Saint-Barthélemy, Anguilla en de andere Maagdeneilanden werd grote schade veroorzaakt. Op 18 september bedroeg het dodental van Irma 84 doden, waarvan 45 in de Caraïben en 39 in de Verenigde Staten.
Na passage van de Britse Maagdeneilanden trok de orkaan verder langs de noordkusten van Puerto Rico, Hispaniola en Cuba om vervolgens zijn weg te vervolgen langs de westkust van Florida. Ook langs deze kusten werd grote schade aangericht.

### Sint Maarten
Het oog van de orkaan trok op 6 september over het eiland Sint Maarten en richtte hier zeer grote schade aan. Op het Franse gedeelte van het eiland en op Saint-Barthélemy zouden zeker acht doden zijn gevallen. Ook de Caribisch-Nederlandse eilanden Sint Eustatius en Saba werden getroffen, maar de schade was hier niet zo groot als op Sint Maarten.
Het Nederlandse Rode Kruis zette de website Ikbenveilig.nl in en opende een speciale rekening (giro 5125) voor hulp aan de slachtoffers die deze orkaan maakte. Nederland stuurde mariniers om de hulpdiensten te assisteren, evacuaties te begeleiden en de orde te handhaven. Op Sint Maarten waren plunderingen en gewapende overvallen op hotels. Den Haag kwam met honderden miljoenen euro's over de brug voor de wederopbouw van Sint Maarten, Sint Eustatius en Saba, ook wel de SSS-eilanden genoemd.
In maart 2019 kregen Amerikaanse reddingwerkers uit Miami een Nederlandse onderscheiding wegens hun inzet na de ramp.